# Isotomodes dagamae
Isotomodes dagamae är en urinsektsart som beskrevs av N. Ramachandra Prabhoo 1971. Isotomodes dagamae ingår i släktet Isotomodes och familjen Isotomidae. Inga underarter finns listade i Catalogue of Life.